# Districtes especials de Tòquio
Els districtes especials (特別区, Tokubetsu-ku) són una forma especial de municipis del Japó sota la llei d'autonomia local de 1947. Aquests són districtes urbans al mateix nivell que una ciutat, és a dir, són subdivisions primàries d'una prefectura amb gran autonomia municipal comparable amb altres formes de municipis.
Tot i que actualment la llei d'autonomia local permet que els districtes especials s'implanten en qualsevol altra prefectura, fins avui, només existeixen a Tòquio, la qual està formada per 23 districtes especials i altres 39 municipis ordinaris (ciutats, viles i pobles). Els districtes especials de Tòquio (東京特別区, Tōkyō Tokubetsu-ku) ocupen el territori de l'antiga ciutat de Tòquio en els seus límits establits el 1936 abans de ser dissolta pel gabinet del general Tōjō el 1943 i passant a ser gestionada directament per la prefectura de Tòquio, la qual també es dissolgué reanomentan-se "metropolis" (都, To). Durant l'ocupació del Japó, l'autonomia municipal fou restaurada a l'antiga ciutat de Tòquio amb l'establiment dels districtes especials, cadascú amb el seu alcalde elegit per sufragi directe i amb assemblea, com qualsevol altra ciutat, vila o poble de Tòquio i la resta del país. Una minoria d'esquerrans demanen la restitució de la ciutat de Tòquio (東京市復活, Tōkyō-shi fukkatsu), però aquesta demanda no ha estat mai considerada. La qüestió de si els districtes especials són realment municipis amb plenitud de drets i amb autonomia local ha estat una temàtica política i legal durant dècades.
En japonés són coneguts colectivament com a "zona dels districtes de Tòquio" (東京都区部, Tōkyō-to kubu), "antiga ciutat de Tòquio" (旧東京市, kyū-Tōkyō-shi) o menys formalment, els "23 districtes" (23区, nijūsan-ku) o simplement Tòquio (東京, Tōkyō) si el context és obvi que no es refereix a la prefectura sencera. Actualment, tots els districtes s'autoanomenen "ciutats" en anglés, però la denominació japonesa de "districtes especials" (Tokubetsu-ku) resta de manera oficial sense cap canvi. Aquests són simplement un grup de 23 municipis ja que no existeix cap govern completament independent del Govern Metropolità de Tòquio, el qual governa els 62 municipis i no només els districtes especials.

## Història
Els 23 barris especials van ser creats l'agost de 1947. L'any 1974, una reforma va donar als districtes especials el dret d'elegir els seus alcaldes per vot popular, i drets similars als d'altres ciutats japoneses. No obstant això, serveis com l'aigua i els bombers són responsabilitat de la prefectura de Tòquio.

## Organització administrativa
| Nivell                                                                                            | Executiu | Cap executiu                                                            | Legislatura                                              |
| ------------------------------------------------------------------------------------------------- | --- | ----------------------------------------------------------------------- | -------------------------------------------------------- |
| Districtes especials (Tokubetsu-ku, 特別区) Des de 2001: 23 districtes amb consideració municipal | Ajuntaments (Ku-yakusho, 区役所) Autonomia local i competències delegades des dels nivells nacionals i prefecturals. 1947–2000: Només els municipis tenien l'autonomia local reconeguda, els districtes la tenien delegada. | Alcalde (Kuchō, 区長) Elecció directa. 1952-1975: elegits indirectament | Assemblea (Ku-gikai, 区議会) Unicameral, elecció directa |

## Llista dels districtes especials de Tòquio
| #  | Districte especial | Districte especial | Dades (2021) | Dades (2021) | Dades (2021) | Districtes especials de Tòquio |
| #  | Català             | Japonés            | Població     | Superfície   | Densitat     | Districtes especials de Tòquio |
| 1  | Chiyoda            | 千代田区           | 67.141       | 11,66 km²    | 5.758        | Districtes especials de Tòquio |
| 2  | Chūō               | 中央区             | 170.781      | 10,21 km²    | 16.727       | Districtes especials de Tòquio |
| 3  | Minato             | 港区               | 258.015      | 20,37 km²    | 12.666       | Districtes especials de Tòquio |
| 4  | Shinjuku           | 新宿区             | 345.376      | 18,22 km²    | 18.956       | Districtes especials de Tòquio |
| 5  | Bunkyō             | 文京区             | 236.446      | 11,29 km²    | 20.943       | Districtes especials de Tòquio |
| 6  | Taitō              | 台東区             | 210.811      | 10,11 km²    | 20.852       | Districtes especials de Tòquio |
| 7  | Sumida             | 墨田区             | 271.294      | 13,77 km²    | 19.702       | Districtes especials de Tòquio |
| 8  | Kōtō               | 江東区             | 524.301      | 40,16 km²    | 13.055       | Districtes especials de Tòquio |
| 9  | Shinagawa          | 品川区             | 415.880      | 22,84 km²    | 18.208       | Districtes especials de Tòquio |
| 10 | Meguro             | 目黒区             | 287.198      | 14,67 km²    | 19.577       | Districtes especials de Tòquio |
| 11 | Ōta                | 大田区             | 738.811      | 60,83 km²    | 12.146       | Districtes especials de Tòquio |
| 12 | Setagaya           | 世田谷区           | 942.245      | 58,05 km²    | 16.232       | Districtes especials de Tòquio |
| 13 | Shibuya            | 渋谷区             | 235.562      | 15,11 km²    | 15.590       | Districtes especials de Tòquio |
| 14 | Nakano             | 中野区             | 341.693      | 15,59 km²    | 21.917       | Districtes especials de Tòquio |
| 15 | Suginami           | 杉並区             | 585.083      | 34,06 km²    | 17.178       | Districtes especials de Tòquio |
| 16 | Toshima            | 豊島区             | 297.423      | 13,01 km²    | 22.861       | Districtes especials de Tòquio |
| 17 | Kita               | 北区               | 353.087      | 20,61 km²    | 17.132       | Districtes especials de Tòquio |
| 18 | Arakawa            | 荒川区             | 217.978      | 10,16 km²    | 21.455       | Districtes especials de Tòquio |
| 19 | Itabashi           | 板橋区             | 582.410      | 32,22 km²    | 18.076       | Districtes especials de Tòquio |
| 20 | Nerima             | 練馬区             | 744.026      | 48,08 km²    | 15.475       | Districtes especials de Tòquio |
| 21 | Adachi             | 足立区             | 683.444      | 53,25 km²    | 12.835       | Districtes especials de Tòquio |
| 22 | Katsushika         | 葛飾区             | 453.575      | 34,80 km²    | 13.034       | Districtes especials de Tòquio |
| 23 | Edogawa            | 江戸川区           | 690.233      | 49,90 km²    | 13.832       | Districtes especials de Tòquio |
| -  | TOTAL              | 東京区部           | 9.652.813    | 627,57 km²   | 15.381       | Districtes especials de Tòquio |